# Selenicereus nelsonii
Selenicereus nelsonii là một loài thực vật có hoa trong họ Cactaceae. Loài này được (Weing.) Britton & Rose miêu tả khoa học đầu tiên năm 1923.